# Burg Turku
Die Burg zu Turku (finn. Turun linna „Burg Turku“, schwed. Åbo slott „Schloss Åbo“) geht auf das späte 13. Jahrhundert zurück und ist das größte erhaltene mittelalterliche Gebäude Finnlands. Die Burg besteht in ihrer heutigen Form aus einer mittelalterlichen Hauptburg und einer Vorburg aus der Renaissance-Ära. Sie liegt unweit des Hafens an der Mündung des Aurajoki auf der nördlichen Seite des Flusses.

## Lage
Als Standort der Burg wählte man eine kleine Insel an der Mündung des Aurajoki. Heute ist die Insel zu einem Teil des Festlandes geworden, weil der Meeresspiegel in Turku seit dem Jahr 1300 durch die Landhebung um 3,5 Meter gesunken ist. Die Lage war strategisch günstig, weil die Burg sich so nur schwer belagern ließ. Von der Mündung des Aurajoki aus ließen sich der Schiffsverkehr auf dem Fluss und der Seeweg nach Schweden kontrollieren. Daneben diente die Burg als Schutz für die mittelalterliche Stadt, die in der Umgebung des Doms in gut drei Kilometern Entfernung auf der anderen Flussseite lag.

## Geschichte

### Gründung
Als das heutige Finnland im Laufe des 12. und 13. Jahrhunderts zu einem festen Teil des schwedischen Reiches wurde, begannen die Schweden in dem neugewonnenen Gebiet, das sie Österland nannten, Burgbauten zu errichten, um ihre Herrschaft zu festigen. Neben Turku entstanden in Wyborg (1293) und Hämeenlinna (Burg Häme, Ende des 13. Jahrhunderts) sowie später in Savonlinna (Olavinlinna, 1475) mittelalterliche Burgen. Die Konstruktion der Burg Turku begann wahrscheinlich um 1280. Der Bruder des schwedischen Königs Magnus Ladulås, Bengt Birgersson, war zwischen 1284 und 1291 Herzog von Finnland. Während seiner Herrschaftszeit verschuldete sich das Herzogtum, was wahrscheinlich auf die Kosten des Burgbaus zurückzuführen ist.

### Mittelalter

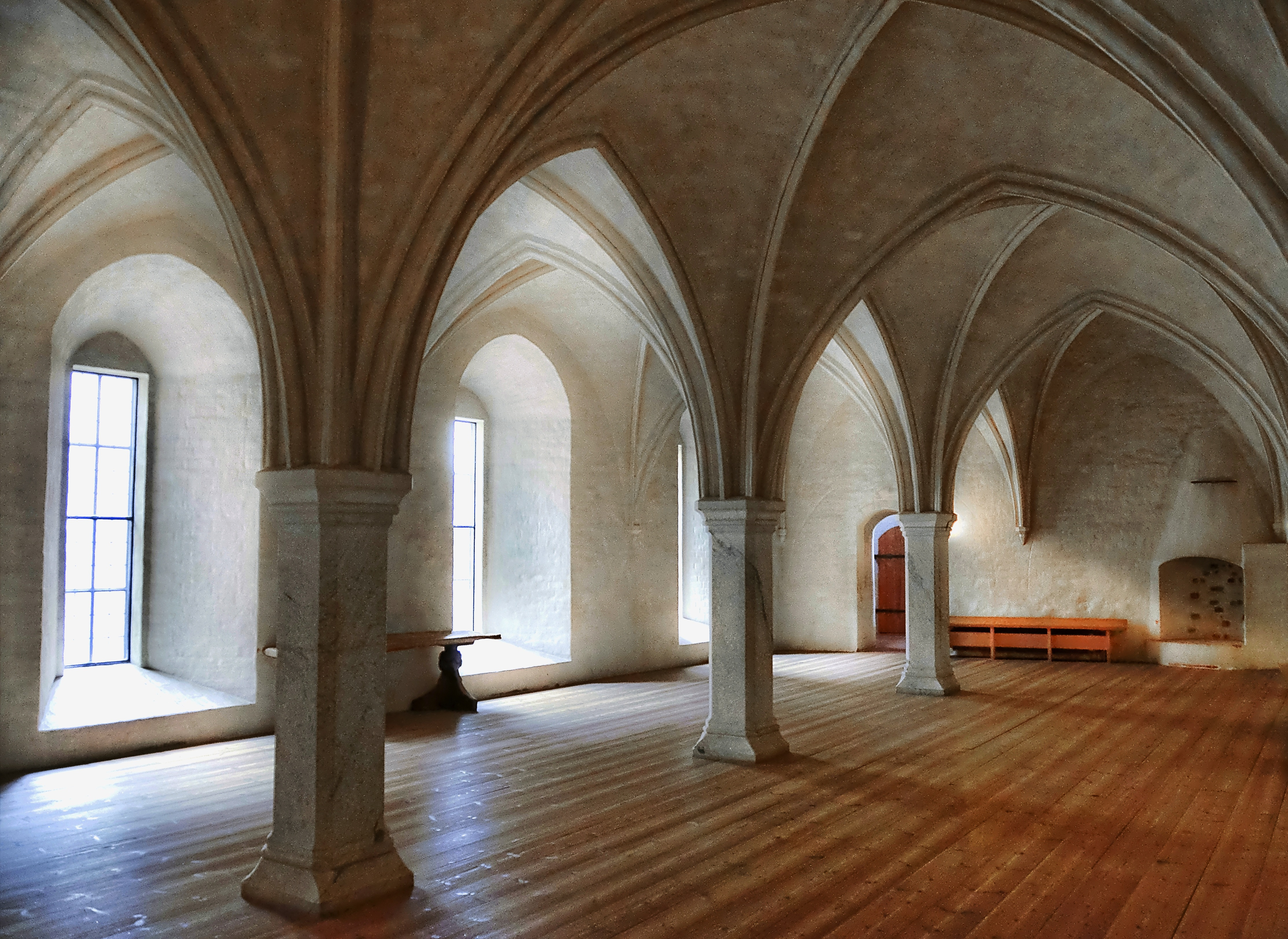
Der Königssaal als wichtigster Raum vom 14. bis zum 16. Jahrhundert

In seiner ursprünglichen Form war die Burg eher ein Kastell. Die Vorbilder für die Anlage fanden sich wahrscheinlich auf Gotland. Die 59 × 38 Meter große rechteckige Anlage wurde von einer Ringmauer aus Feldsteinen umgeben. An der schmalen Westseite und eventuell auch schon an der Ostseite befand sich ein gedrungener Torturm, daneben gab es jeweils in der Mitte der Seitenmauern ein Tor. In der Nordwestecke stand das Wohngebäude des Burgherren, in der Nordostecke ein Gebäude, das entweder als Lagerhaus oder als Kirche benutzt wurde. Auf dem Hof der Burg konnten die schwedischen Truppen lagern, die zu dieser Zeit in Österland die Schwedische Herrschaft auszuweiten versuchten.
Während der Herrschaft von Herzog Waldemar Magnusson (1302–1318) wurde das Kastell zu einer geschlossenen Burg umgebaut. Der Haupteingang befand sich nun am Ostturm und die Seitentore wurden zugemauert. Die Mauern und der Westturm wurden erhöht, der Hof durch eine Quermauer in zwei Teile getrennt. Der fünfstöckige Turm diente nun als Wohnturm mit Wohnräumen im dritten und vierten Stockwerk. Daneben entstanden weitere Wohn- und Vorratsräume. Die Anlage war in erster Line für den militärischen Gebrauch geplant. Von Zeiten, etwa während der Herrschaft des Burgherrn Mattias Kettilmundson (1324–1326), gab es an der Burg ein Hofleben.
Erstmals kampferprobt wurde die Burg 1318, als die Nowgoroder Turku niederbrannten. Die Burg konnten sie dabei nicht erobern. Magnus II. besuchte 1347 und 1351 als erster schwedischer König Finnland und residierte dabei in der Burg Turku. 1364–1365 geriet Turku in den Machtkampf zwischen Magnus II. und Albrecht von Mecklenburg hinein. Nach neunmonatiger Belagerung fiel die Burg und wurde durch einen Brand schwer beschädigt. Das Feuer vernichtete unter anderem den Königssaal. Im Zuge des Wiederaufbaus wurde die Anlage maßgeblich erweitert. Durch den Bau eines Süd- und Nordflügels war der Hof von nun an lang und schmal, im obersten Stockwerk entstand ein Schützengang. Die Burg verfügte nun über etwa 40 Räume und eine Kapelle. Im Laufe des 15. Jahrhunderts entstand die Ummauerung der Vorburg östlich der Hauptburg.
Während der schwedisch-dänischen Auseinandersetzungen des 15. Jahrhunderts wechselte die Burg zweimal den Besitzer: 1441 wurde sie von Erik Axelsson Tott erobert, 1448 errang sie Karl Knutsson Bonde wieder zurück. Während der Herrschaftszeit des Reichsverwesers Sten Sture des Älteren wurde die Anlage Ende des 15. Jahrhunderts wiederum erweitert. Der Südflügel wurde erhöht, im Nordflügel ließ der Reichsverweser bei seinem Besuch 1495 die Sture-Kapelle erbauen. Als besonders bedeutender Raum gilt im Zeitraum vom Beginn des 14. bis Mitte der 16. Jahrhundert, der Königssaal. Die Errichtung wird auf zirka 1380 datiert. In den zwei Jahrhunderten gilt er als der bedeutendste weltliche Saal in Finnland.

### Neuzeit

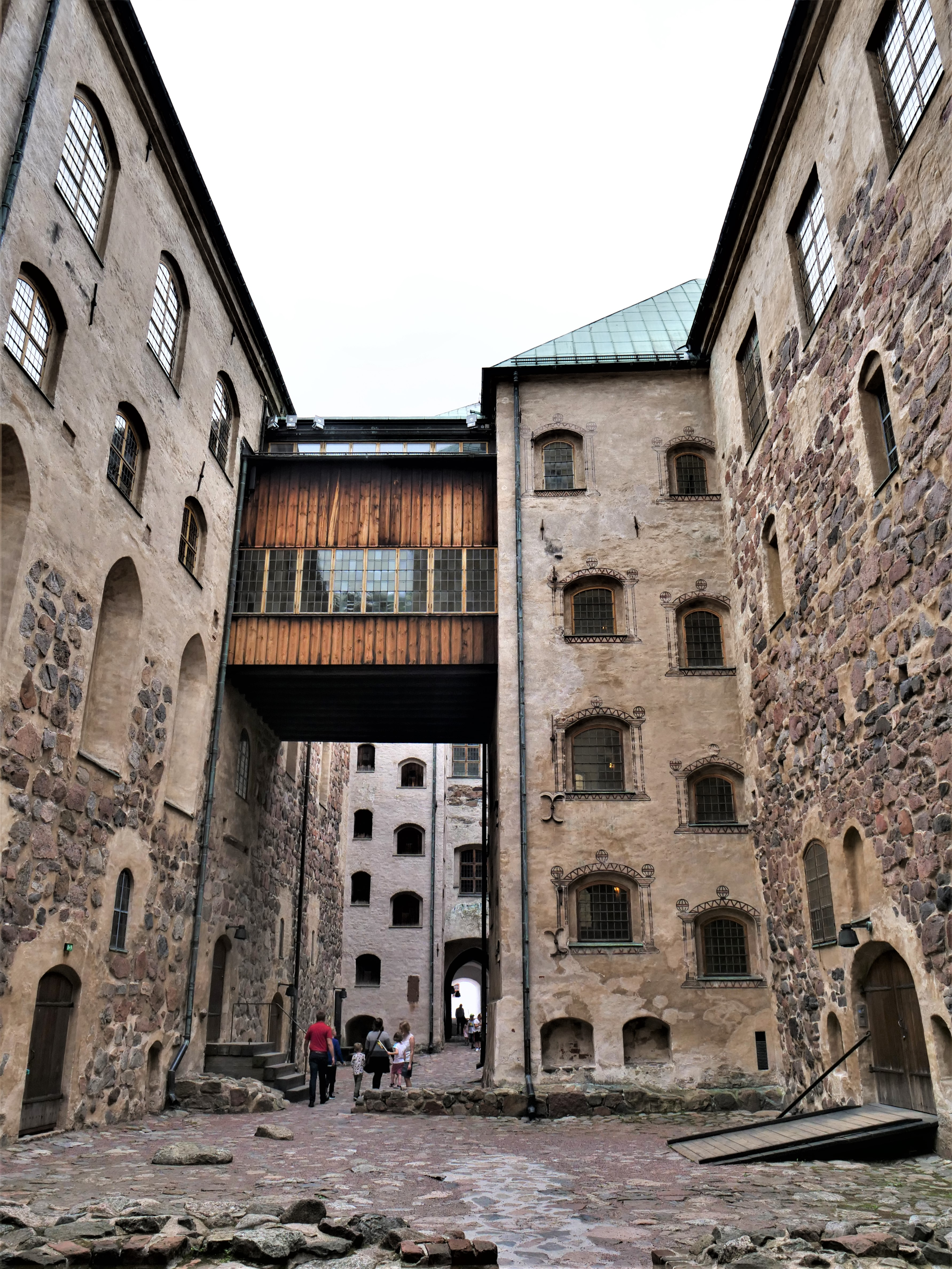
Innenhof Burg Turku

König Gustav I. Wasa, der Schweden aus der Kalmarer Union gelöst und die Erbmonarchie eingeführt hatte, besuchte Turku 1530 und 1555 und residierte dabei in der Burg. Zu diesen Anlässen wurde die Burg instand gesetzt und umgebaut. 1556 ernannte Gustav Wasa seinen Sohn Johann III. zum Herzog von Finnland. d. h. Varsinais-Suomi. Johanns Residenzzeit war die glanzvollste Ära der Burg zu Turku. Nachdem er 1562 die polnische Prinzessin Katharina Jagiellonica geheiratet hatte, führte diese an der Burg ein prunkvolles Hofleben im Stile der Renaissancezeit ein. Schon 1563 ließ aber König Erik XIV. Turku erobern und seinen Bruder Johann in die Gefangenschaft verschleppen. Letzten Endes kehrte sich die Situation aber um: Johann wurde zum König und ließ Erik 1570 in der Burg Turku gefangen halten.
Die Vorburg, deren Ummauerung schon im 15. Jahrhundert entstanden war, erhielt zwischen 1575 und 1588 ihre heutige Form. Die alten Holzgebäude innerhalb der Vorburg wurden durch Backsteinbauten ersetzt. In der Folgezeit diente die Vorburg statt der alten, unkomfortablen Hauptburg als Wohnraum. Im 17. Jahrhundert residierten die Gouverneure der Provinz und der Generalgouverneur von Finnland, Per Brahe, im Ostflügel der Vorburg, im Nordflügel war das Hofgericht Turku untergebracht. Die Hauptburg war durch einen Brand während eines Besuchs des schwedischen Königs Gustav II. Adolf beschädigt worden und wurde in der Folgezeit als Lager, später auch als Kaserne genutzt. 1705 wurde der ehemalige Festsaal im Südflügel der Hauptburg in eine Kirche umgewandelt.
Ab 1776 diente die Burg zu Turku als Gefängnis. Dieser Tatsache ist auch geschuldet, dass linna („Burg“) im Finnischen ein umgangssprachlicher Ausdruck für „Gefängnis“ ist. Seit Ende des 19. Jahrhunderts ist in der Burg das historische Museum der Stadt Turku untergebracht. Im Sommer 1941 beschädigte ein sowjetischer Bombenangriff im Fortsetzungskrieg die Burg schwer. Nach Kriegsende begann man mit Restaurierungsarbeiten, die 1961 abgeschlossen waren.

## Bildergalerie

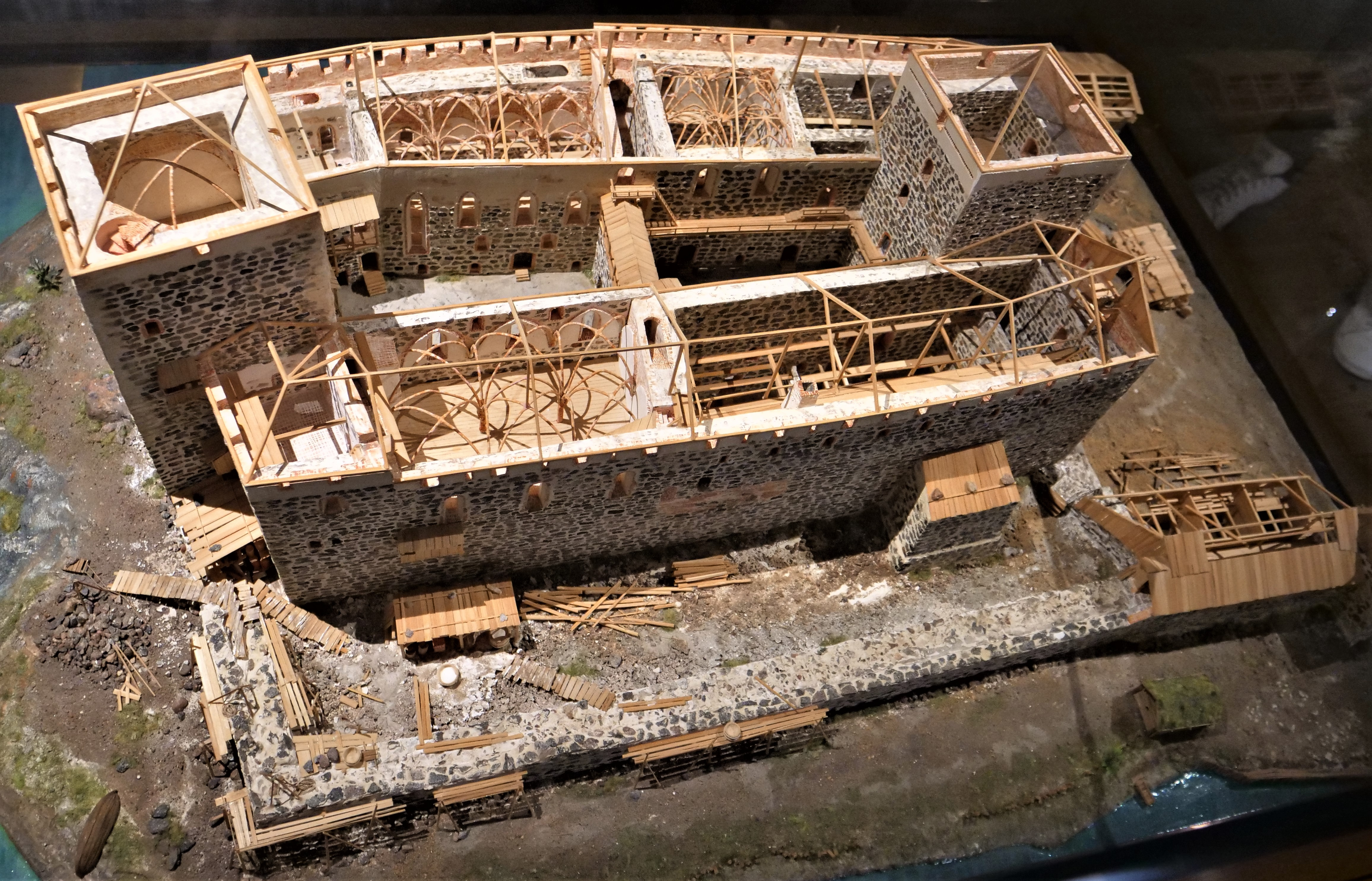
Modell der Burg im Bau
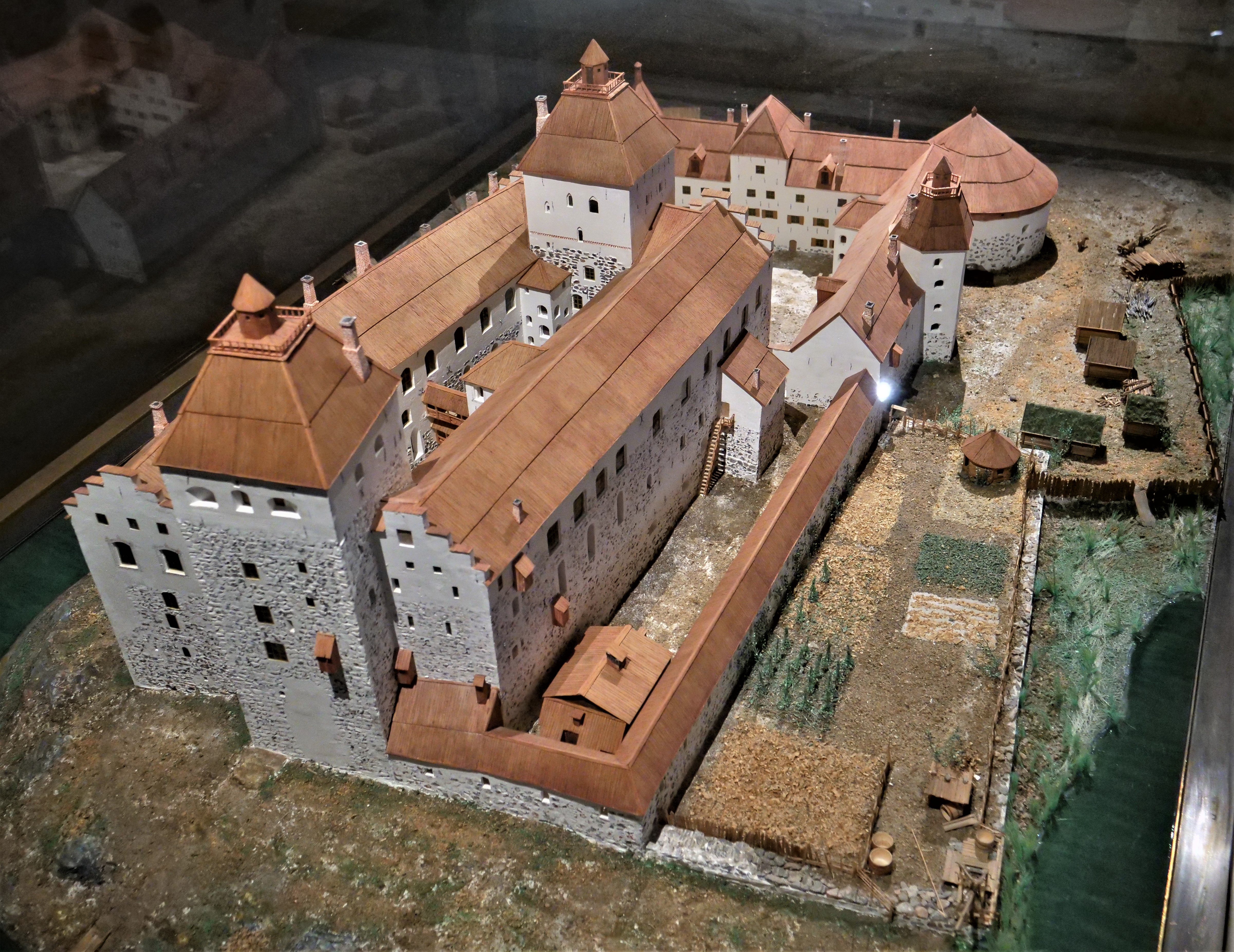
Burgmodell
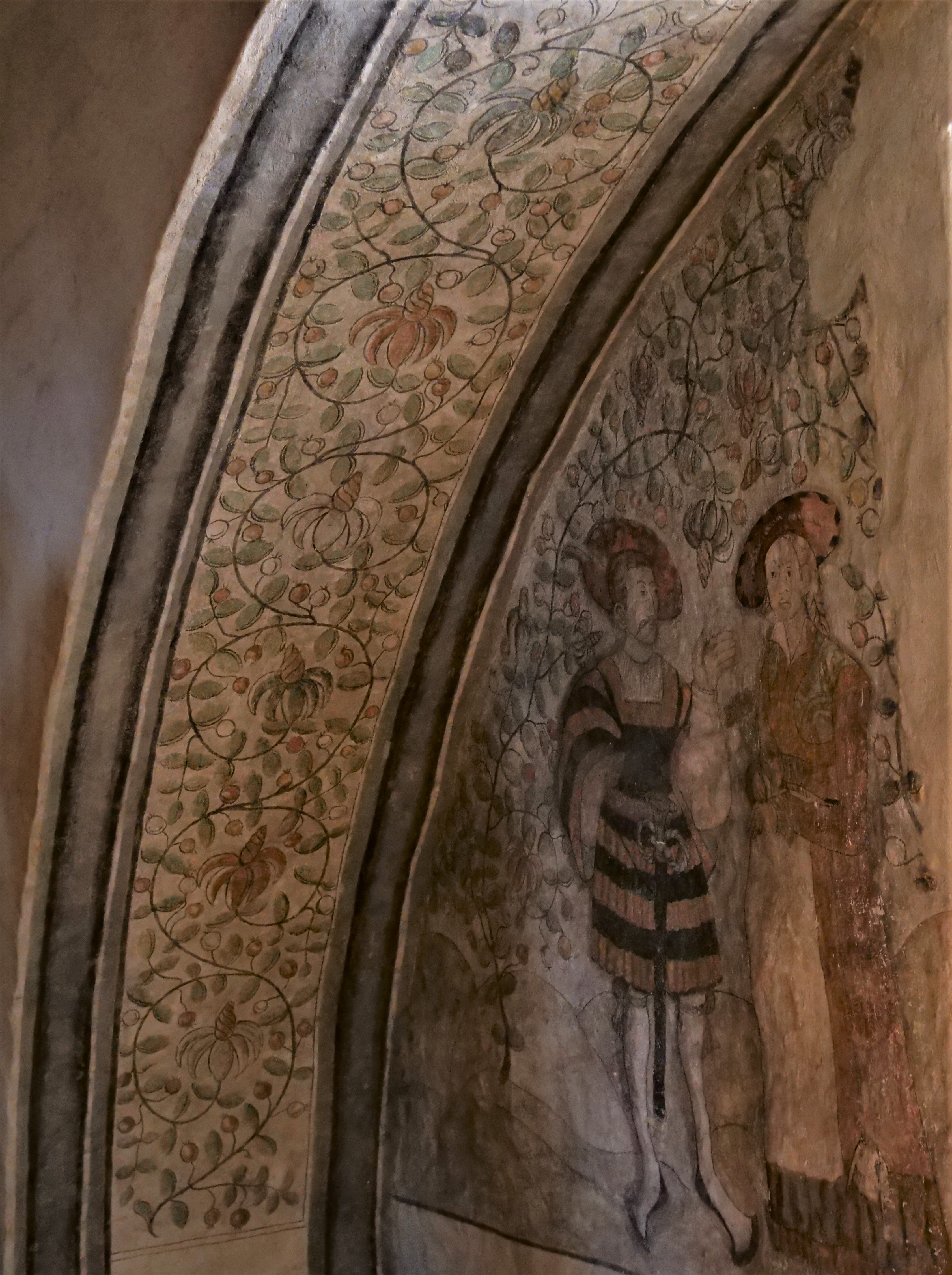
Wandmalerei
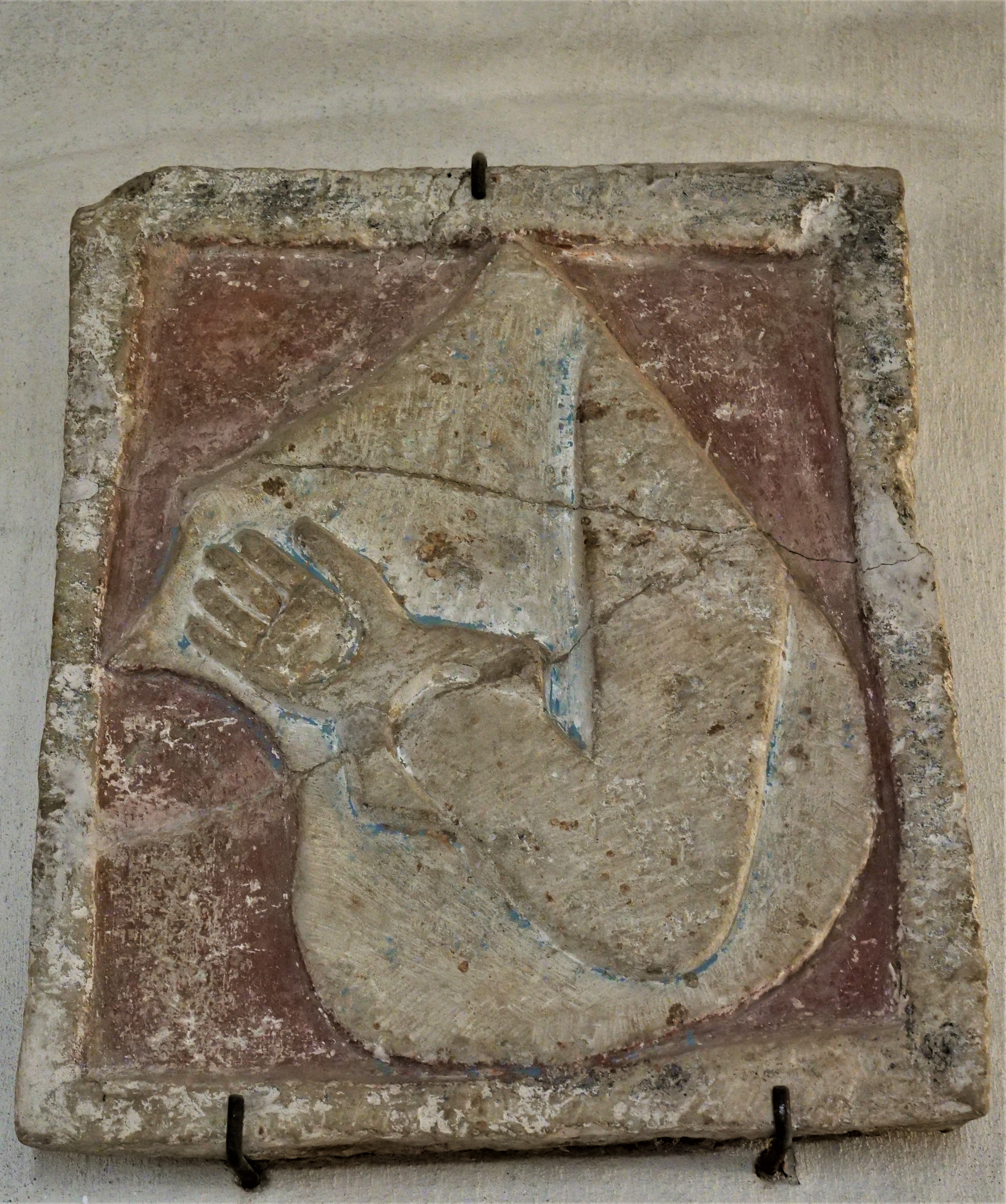
Wappen
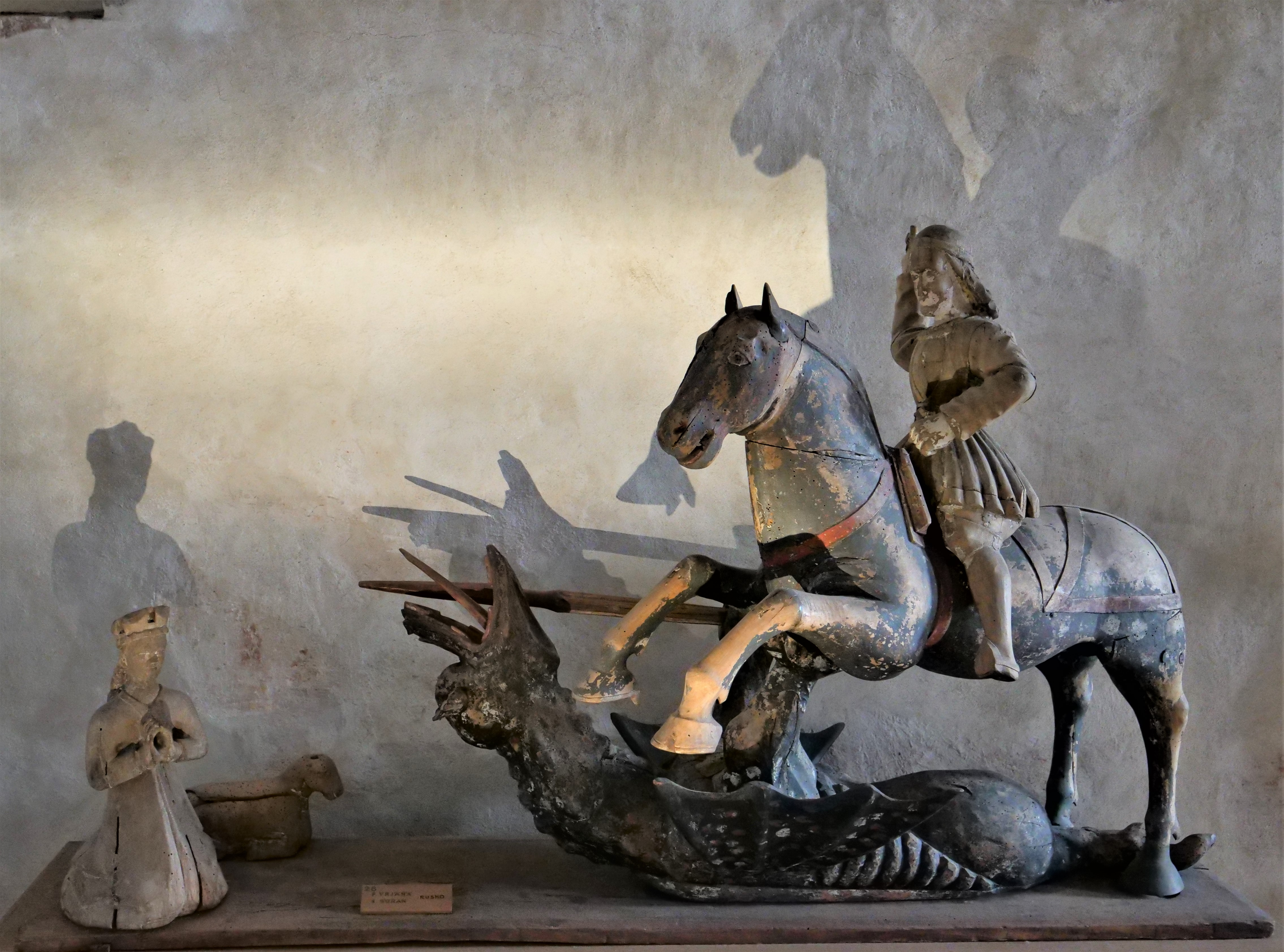
Heiliger Georg
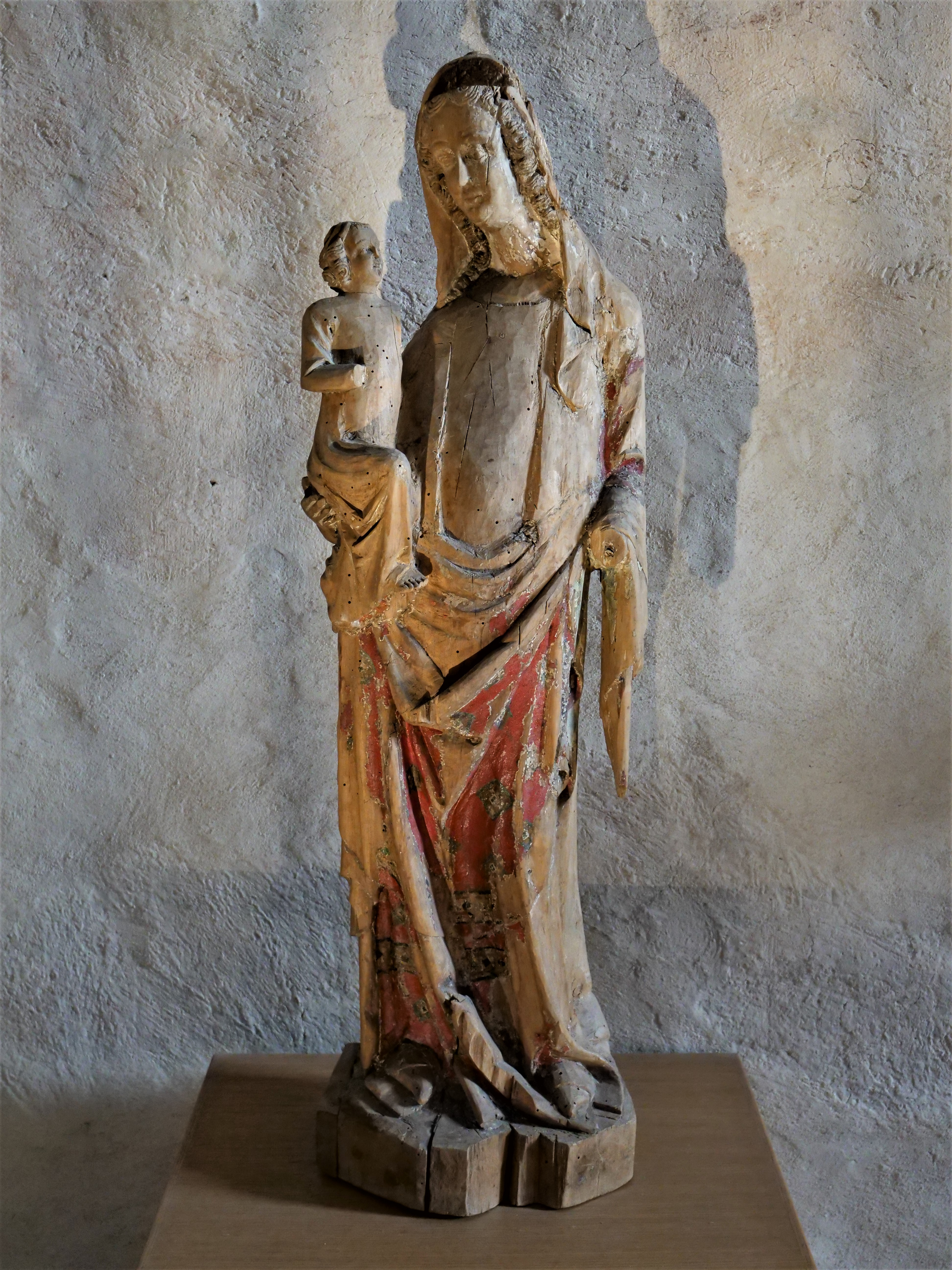
Maria mit Jesuskind